# Випадний список

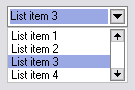
Випадний список із автоматично утвореними елементами

Випадни́й список (англ. drop-down list) — елемент керування графічного інтерфейсу користувача, списку, який дозволяє користувачу вибрати одне значення зі списку. Коли випадний список активовано, він відображає (з нього випадає) список значень, з яких користувач може вибрати одне. Коли користувач вибирає нове значення, елемент керування повертається в пасивний стан і відображає вибране значення. Його часто використовують в дизайні графічних інтерфейсів, включно з вебдизайном.